# IMARGEM
A Imargem - Associação de Artistas Plásticos do Concelho de Almada é uma instituição cultural sediada no Pragal desde 1996, Município de Almada representando os seus associados as mais variadas expressões das artes plásticas. 
Desde Junho de 1997 que foi reconhecida como pessoa colectiva de utilidade pública 

## História
A Imargem foi fundada em 9 de julho de 1982 por Francisco Bronze, Jorge Pé Curto, Pedro de Sousa, Louro Artur, José Zagallo, Carlos Canhão, Lurdes Sério, Ângelo e Victor Ferreira e dela tem feito parte muitos outros artistas de grande prestigio local, regional e de renome a nível nacional como por exemplo Francisco Bronze , Manuel Cargaleiro  e Rogério Amaral.
Actualmente conta com mais de 40 artistas plásticos que participam regularmente nas diversas exposições organizadas pela associação, destacando a exposição Anual Imargem na Galeria Municipal de Almada, a exposição Pluralidades na Oficina de Cultura de Almada e a  Bienal Associarte no Solar dos Zagallos   e muitas outras exposições que organiza e participa a nível regional e nacional. 
Entre as suas actividades regulares está também a formação artística com ateliês nas áreas de Desenho, Pintura , Cerâmica , Serigrafia  e Escultura , assim como a organização dos eventos artísticos Bienal de Desenho de Almada, a nível nacional, e Arte em Festa em Almada.

## Objectivos
Dos principais objectivos desta instituição, salientam-se a promoção dos associados através da divulgação dos seus trabalhos, a organização de exposições e outras manifestações culturais, contribuir para a formação dos associados e servir de factor de progresso cultural para a comunidade local.

## Órgãos Sociais
Os corpos gerentes desta associação de artistas plásticos do concelho de Almada são constituídos pela assembleia geral, a direcção e o conselho fiscal.

## Ligações Externas
- «Página oficial»
- «Facebook oficial»